# Richard Chase
Richard Trenton Chase (Sacramento, California; 23 de mayo de 1950 - San Quintín, California; 26 de diciembre de 1980), conocido como El vampiro de Sacramento, fue un asesino en serie estadounidense, condenado por cargos de asesinato, violación, canibalismo y necrofilia. Asesinó a seis personas entre diciembre de 1977 y enero de 1978, en la ciudad de Sacramento.

## Vida adulta
Chase desarrolló hipocondría a medida que maduraba. A menudo se quejaba de que su corazón ocasionalmente "dejaba de latir" o de que "alguien le había robado la arteria pulmonar". Sostenía naranjas en la cabeza, creyendo que la vitamina C sería absorbida por su cerebro por difusión. Chase también creía que sus huesos craneales se habían separado y se estaban moviendo, por lo que se afeitó la cabeza para poder observar esta actividad.
Después de dejar la casa de su madre, creyendo que esta intentaba envenenarlo, Chase alquiló un apartamento con amigos. Los compañeros de habitación de Chase se quejaron de que estaba constantemente bajo la influencia del alcohol, la marihuana y el LSD. Chase también caminaba desnudo por el apartamento. Sus amigos le exigieron a Chase que se mudara. Cuando se negó, los compañeros debieron mudarse.
Una vez solo en el apartamento, Chase comenzó a capturar, matar y destripar varios animales, que luego devoraría crudos, y a veces mezclando los órganos crudos con Coca-Cola en una licuadora y bebiendo el brebaje. Chase creía que al ingerir las criaturas estaba evitando que su corazón se encogiera.

## Internación
Chase pasó un breve tiempo en un pabellón psiquiátrico en 1973. En 1976, fue internado involuntariamente en una institución mental al ser llevado a un hospital luego de inyectarse sangre de conejo en las venas. El personal lo apodó "Drácula" debido a su fijación con la sangre. Rompió el cuello de dos pájaros que atrapó por la ventana de la institución y bebió su sangre. También extrajo sangre de perros con jeringas robadas.
Chase fue diagnosticado de inmediato con esquizofrenia paranoide. Después de someterse a una serie de tratamientos con psicofármacos, se consideró que Chase ya no era un peligro para la sociedad; y, posteriormente, fue puesto bajo la custodia de su madre. La madre de Chase le quitó la medicación y le consiguió su propio apartamento. Inicialmente compartió el apartamento con compañeros de habitación antes de que todos se mudaran, dejando a Chase solo.
Una investigación posterior descubrió que, a mediados de 1977, Chase fue detenido y arrestado en una reserva en el área de Pyramid Lake, Nevada. Su cuerpo estaba manchado de sangre y se encontró un balde de sangre en su camioneta. Se determinó que la sangre era sangre de vaca y no se presentaron cargos.

## Asesinatos
- 29 de diciembre de 1977: Ambrose Griffin (51 años). Asesinado a tiros desde un vehículo. Es considerado la primera víctima de Chase.[4]
- 23 de enero de 1978: Teresa Wallin (22 años), embarazada de tres meses. Chase ingresó a la casa de Wallin y la asesinó de tres disparos, luego tuvo relaciones sexuales con su cadáver mientras la apuñalaba con un cuchillo de carnicero. Le extrajo varios órganos, le cortó el pezón izquierdo y bebió su sangre. Finalmente, antes de retirarse, metió heces de perro en la garganta de Wallin.
- 27 de enero de 1978: Danny Meredith (51 años), Evelyn Miroth (38 años), Jason Miroth (6 años) y David Ferreira (1 año). Chase ingresó a la casa de Miroth, donde primeramente se encontró con un amigo de ella, Danny, a quien asesinó de un disparo en la cabeza. Luego disparó a Evelyn, a su hijo Jason y a su sobrino David. Tuvo sexo, apuñaló y mutiló el cadáver de Evelyn. Además, se llevó a su casa el cadáver del bebé David, donde lo terminó de mutilar, extrayéndole varios órganos para comérselos.[5]

Chase fue arrestado poco después: la policía que registró el apartamento de Chase encontró que las paredes, el piso, el techo, el refrigerador y todos los utensilios para comer y beber de Chase estaban empapados en sangre.

## Condena
Para evitar la pena de muerte, la defensa intentó que se lo declarara culpable de homicidio en segundo grado, lo que derivaría en cadena perpetua. Su caso dependía del historial de enfermedad mental de Chase y la sugerencia de que sus crímenes no fueron premeditados.
El 8 de mayo de 1979, el jurado encontró a Chase culpable de seis cargos de asesinato en primer grado y, rechazando el argumento de que no era culpable por razón de locura, lo sentenció a morir en la cámara de gas. Sus compañeros de prisión, conscientes de la naturaleza extremadamente violenta de los crímenes de Chase, le temían y, según los funcionarios de la prisión, a menudo intentaban persuadir a Chase para que se suicidara.
Chase concedió una serie de entrevistas a Robert Ressler, durante las cuales habló de sus temores a los nazis y los ovnis, alegando que aunque había matado, no era culpa suya; se había visto obligado a matar para mantenerse con vida, lo que creía que haría cualquier persona. Le pidió a Ressler que le diera acceso a una pistola de radar, con la que podría aprehender los ovnis nazis, para que los nazis pudieran ser juzgados por los asesinatos. También le entregó a Ressler una gran cantidad de macarrones con queso, que había estado guardando en los bolsillos de sus pantalones, creyendo que los funcionarios de la prisión estaban aliados con los nazis e intentaban matarlo con comida envenenada.
El 26 de diciembre de 1980, Chase fue encontrado muerto en su celda. Una autopsia descubrió que se suicidó con una sobredosis de antidepresivos recetados que había guardado durante varias semanas.